# نزهة الأنظار في عجائب التواريخ والأخبار
نزهة الأنظار في عجائب التواريخ والأخبار كتاب من تأليف محمود بن سعيد مقديش في القرن الثالث عشر الهجري تقديراً و حققه علي الزواري و محمّد محفوظ.

## نبذة عن الكتاب
يهتم الكتاب بالقواميس و تقاويم البلدان و الجغرافيا و تحتوي مخطوطة الكتاب 101 صفحة.

## مواضيع ذات صلة
- نزهة المشتاق في اختراق الآفاق
- رحلة الحذاق لمشاهد الأفاق
- الرحلة المراكشية أو مرآة المساوئ الوقتية